# 14429 Coyne
14429 Coyne è un asteroide della fascia principale. Scoperto nel 1991, presenta un'orbita caratterizzata da un semiasse maggiore pari a 2,4398406 UA e da un'eccentricità di 0,3030253, inclinata di 21,37563° rispetto all'eclittica. L'asteroide è dedicato all'astronomo statunitense George Coyne .